# Wessobrunn
Wessobrunn település Németországban, azon belül Bajorországban. Lakosainak száma 2268 fő (2023. december 31.). Wessobrunn Raisting, Weilheim in Oberbayern, Polling, Peißenberg, Hohenpeißenberg, Peiting, Apfeldorf, Rott és Dießen am Ammersee községekkel határos.

## Népesség
A település népessége az elmúlt években az alábbi módon változott:
| Lakosok száma | 505  | 833  | 689  | 1761 | 2153 | 2145 | 2228 | 2238 | 2227 | 2268 |
|               | 1875 | 1950 | 1975 | 1987 | 2012 | 2014 | 2016 | 2017 | 2021 | 2023 |

## Fekvése
Ammersee-től délnyugatra, Weilheimtől északnyugatra, Landsberg am Lechtől Délkeletre, 701 méter tengerszint feletti magasságban fekvő település.

## Története

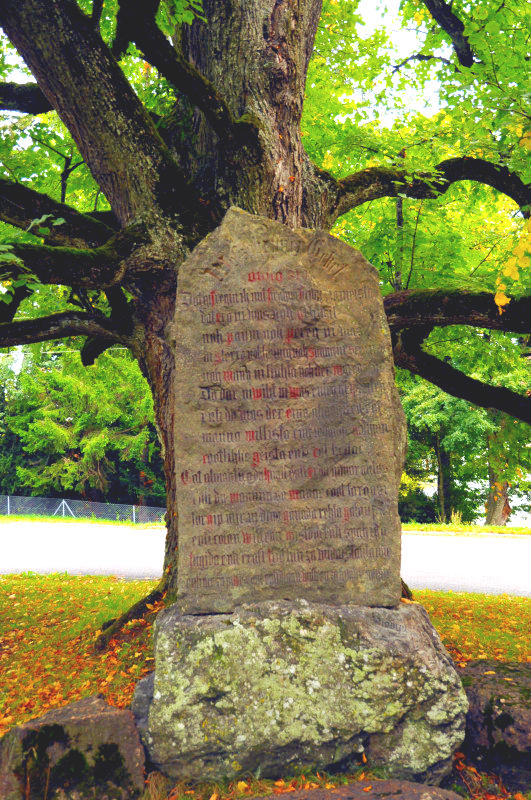
Wessobrunni ima szövege a kolostor udvarán

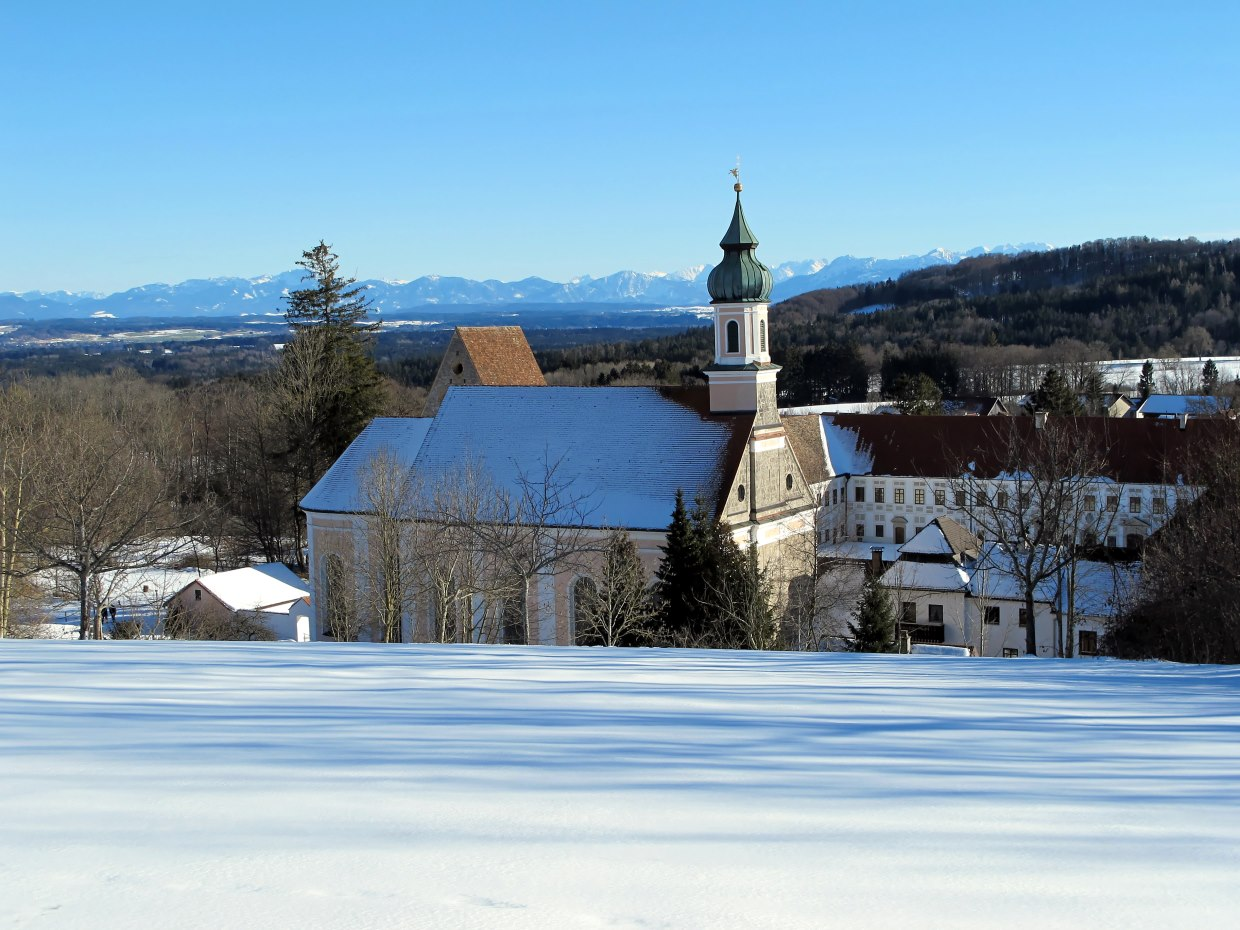

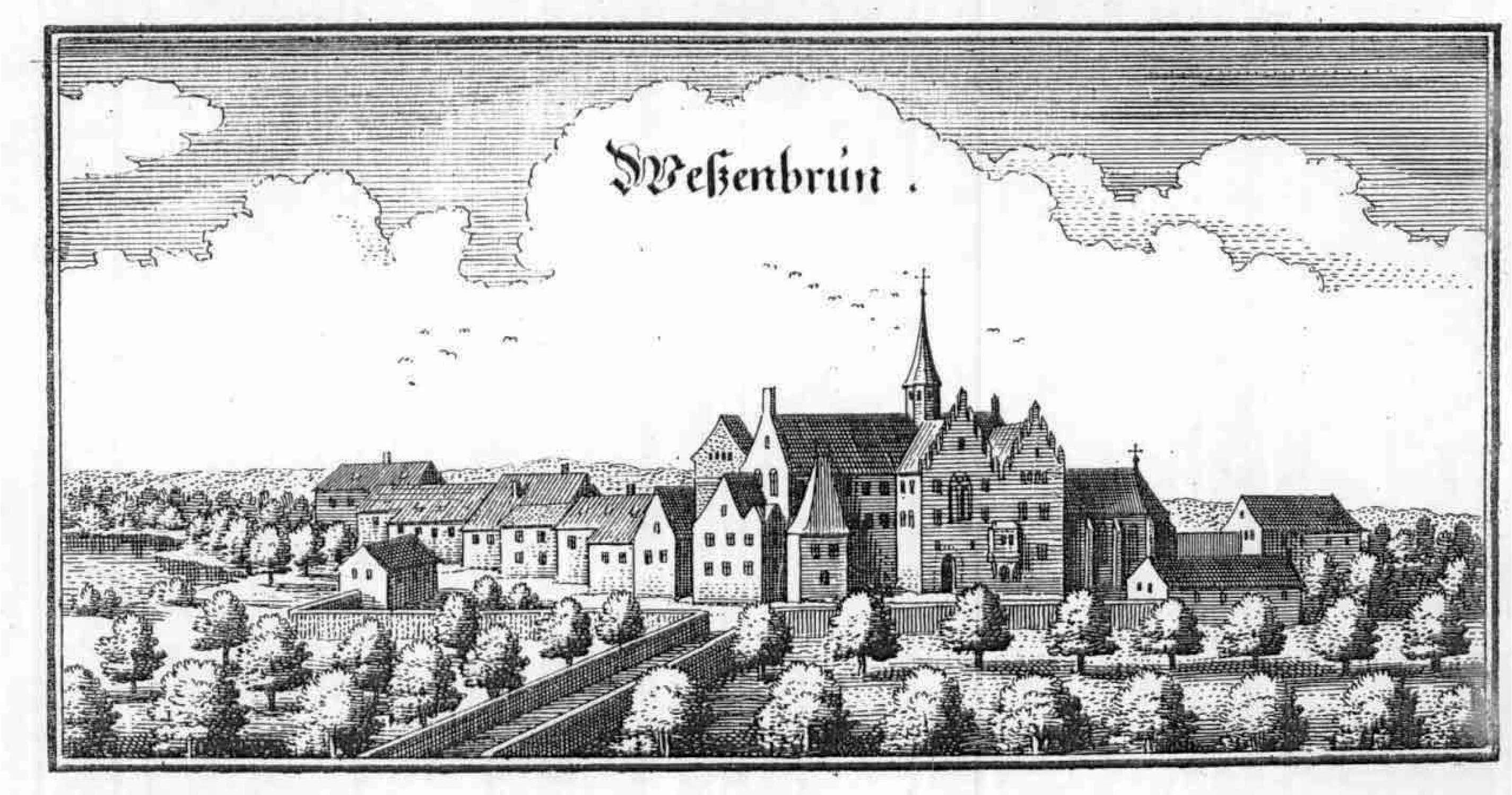

Wessobrunn korábban csak egy kolostor neve volt. A kolostorral szemben fekvő közeli falut hívták Gaispoint-nak, melynek nevét 1483-ban említették először Gayspewnd néven. Wessobrunn első plébániatemplomát 1128-ban szentelték fel. 1853-ban Gaispoint és Haid helységek megkapták a hivatalos engedélyt a Wessobrunn név viselésére.
A Wessobrunni mesterek: építészek, stukatőrök, freskókészítők a későbbi évszázadokban fogalommá váltak. Kezük nyoma a környék szinte minden templomában fellelhető. Wessobrunnban azonban  a szerzetesrend 1803-ban való feloszlatása után viszonylag kevés emlékük maradt meg.
A régi kolostortemplomból csak az 1260 körül román stílusban épült harangtorony, a kolostor-épületcsoportból pedig az 1680-1700 között Johann Schmuzer irányítása alatt készült , külsőleg szerény Vendégszárny (Gästetrakt) maradt meg, melynek 88 méter hosszú, oszlopsoros, stukkós mennyezetű folyosója szépségében vetekszik a müncheni királyi rezidencia híres folyosójával. Gyönyörű a Tasziló-terem (Tassilo-Saal) is.

## Nevezetességek
- Wessobrunni ima - a legrégebbi német nyelvű keresztény emlék, melyet itteni felfedezésének helyéről neveztek el, most Münchenben, a Bajor Állami Könyvtárban őrzik a kéziratot, melynek másolata a plébániatemplom udvarán egy vándorkőbe vésve látható. Az itteni benedekrendi kolostorban jegyezték le a 8. század végén - részben rovásírással - a legkorábbról fennmaradt német nyelvemléket, a wessobrunni imádságot.
- Benedekrendi kolostor - A 755-ben alapított benedekrendi kolostor felmérhetetlen hatással volt a bajor szellemi életre.

## Itt születtek, itt éltek
- Thiento a Wessobrunn († 955 Wessobrunn) - boldog apát és vértanú
- Diemoth († 30 március 1130 Wessobrunn) - könyv festő
- Walto a Wessobrunn († december 27 1156-1157 Wessobrunn)
- Johann Schmuzer (1642-1701)- a Wessobrunner iskola alapítója
- Ferenc József Feuchtmayer (1660-1718) - szobrász, kőműves
- Johann Jakob Vogel (1661-1727) - kőműves
- Johann Michael Feuchtmayer Elder (1666-1713) - festő és rézmetsző
- Joseph Schmuzer (1683-1752) - rokokó építész
- Johann Baptist Zimmermann (1680-1758) - festő és kőműves
- Dominikus Zimmermann (1685-1766) - kőműves és építő
- Franz Xaver Feuchtmayer  Elder (1698-1763) - kőműves
- Anton Gigl (1700-1769) - kőműves
- Johann Georg Üblhör (* április 21, 1700 Wessobrunn; † 27 április 1763 Maria Steinbach) - vakoló és szobrász
- Johann Michael Feuchtmayer (1709-1772) - szobrász, kőműves
- Johann Georg Gigl (1710-1765) - kőműves
- Johann Kaspar Gigl (1737-1784) - vakoló, szobrász
- Luise Rinser (született 1911. április 30, Landsberg Pitzling, † 2002 március 17. Unterhaching) gyermekkora egy részét töltötte Wessobrunnban és  itt is van eltemetve.

## Galéria

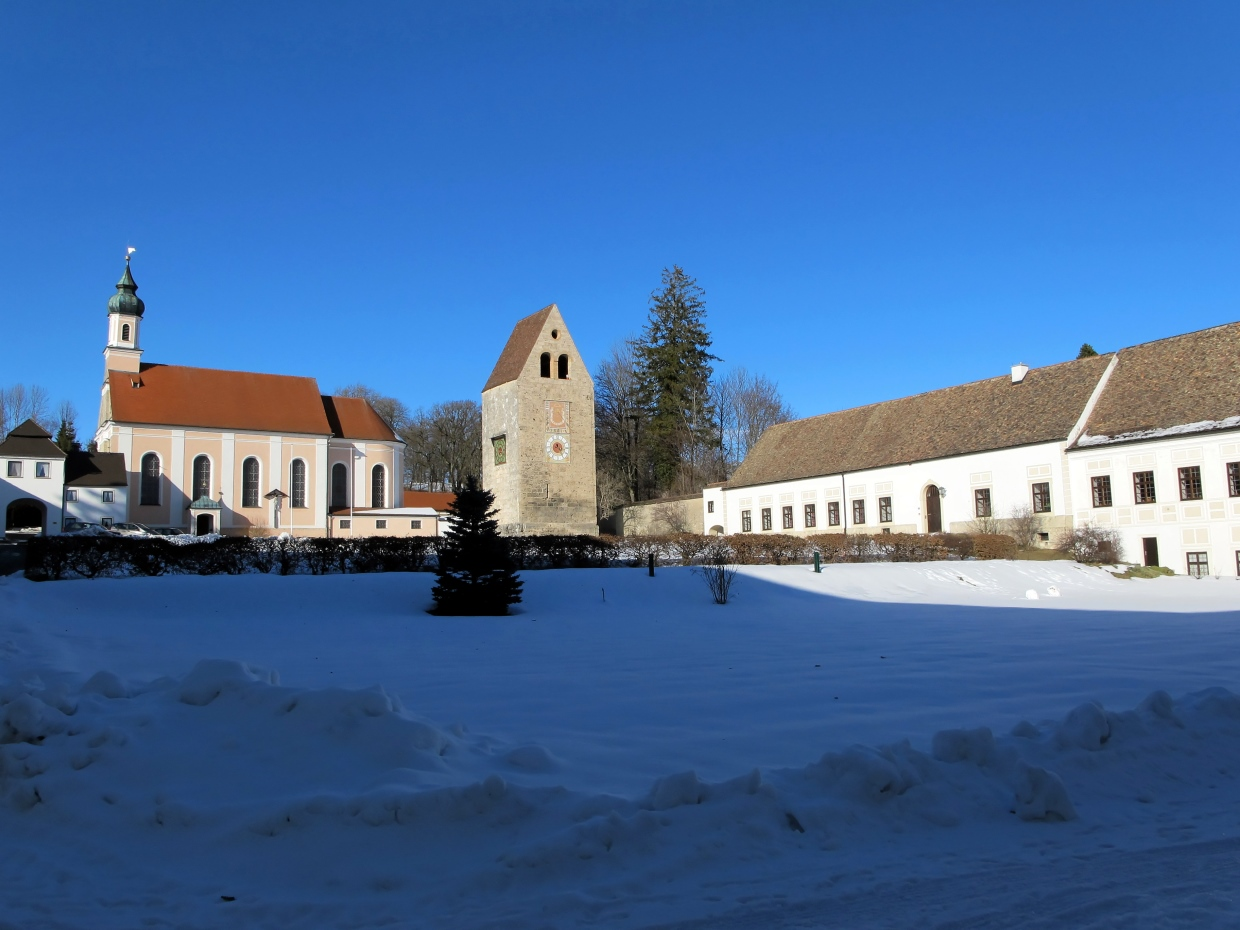
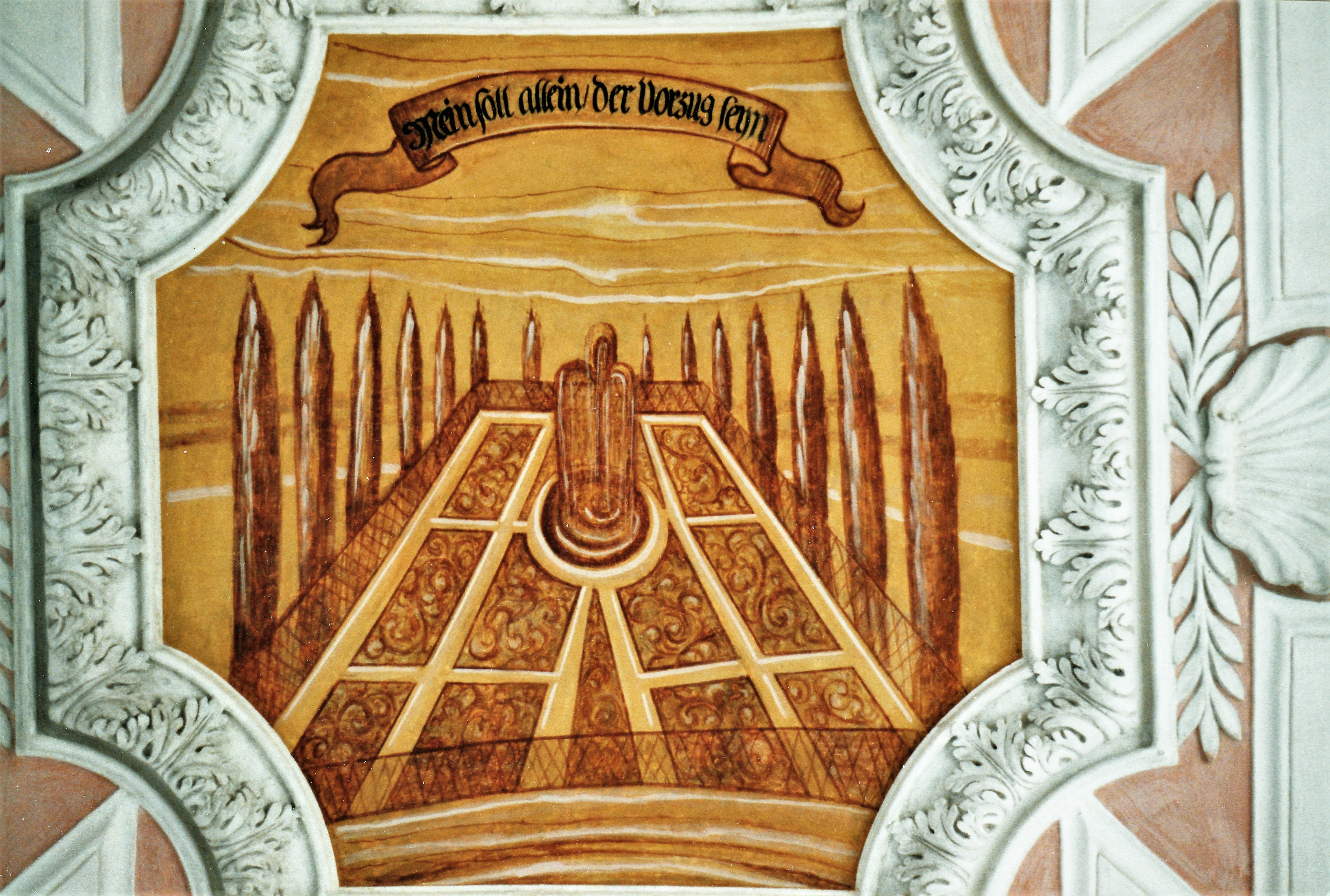
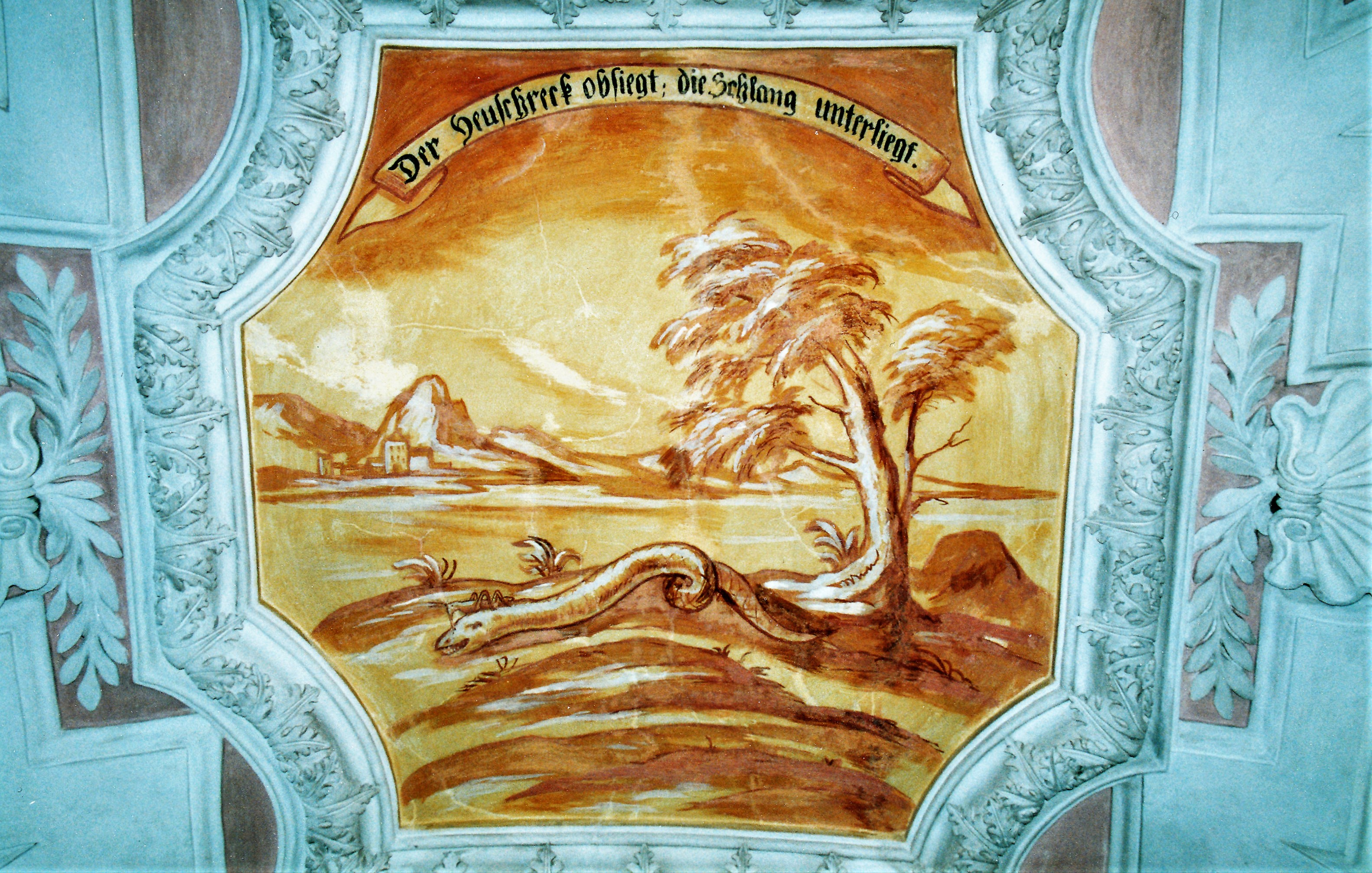
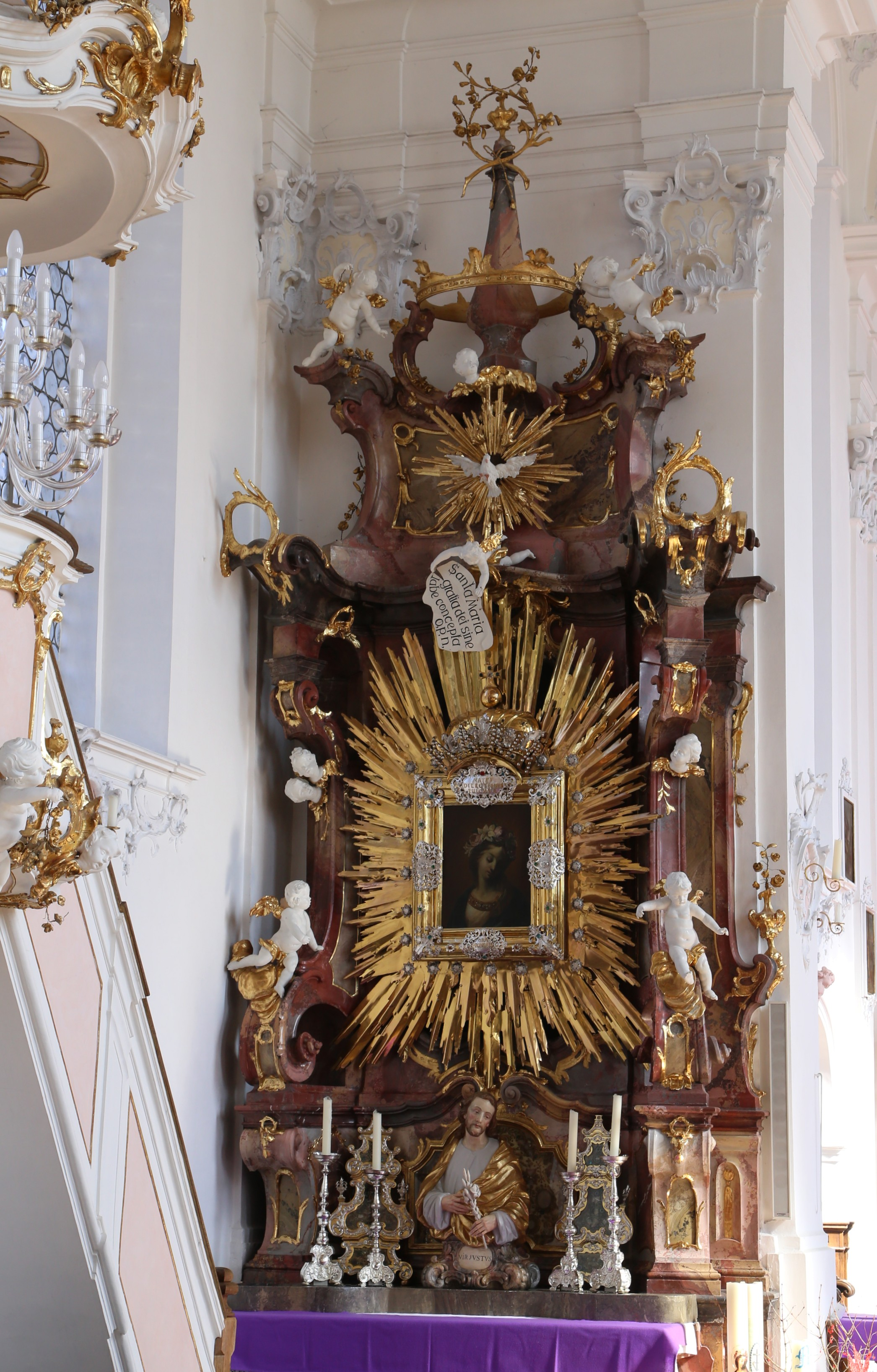
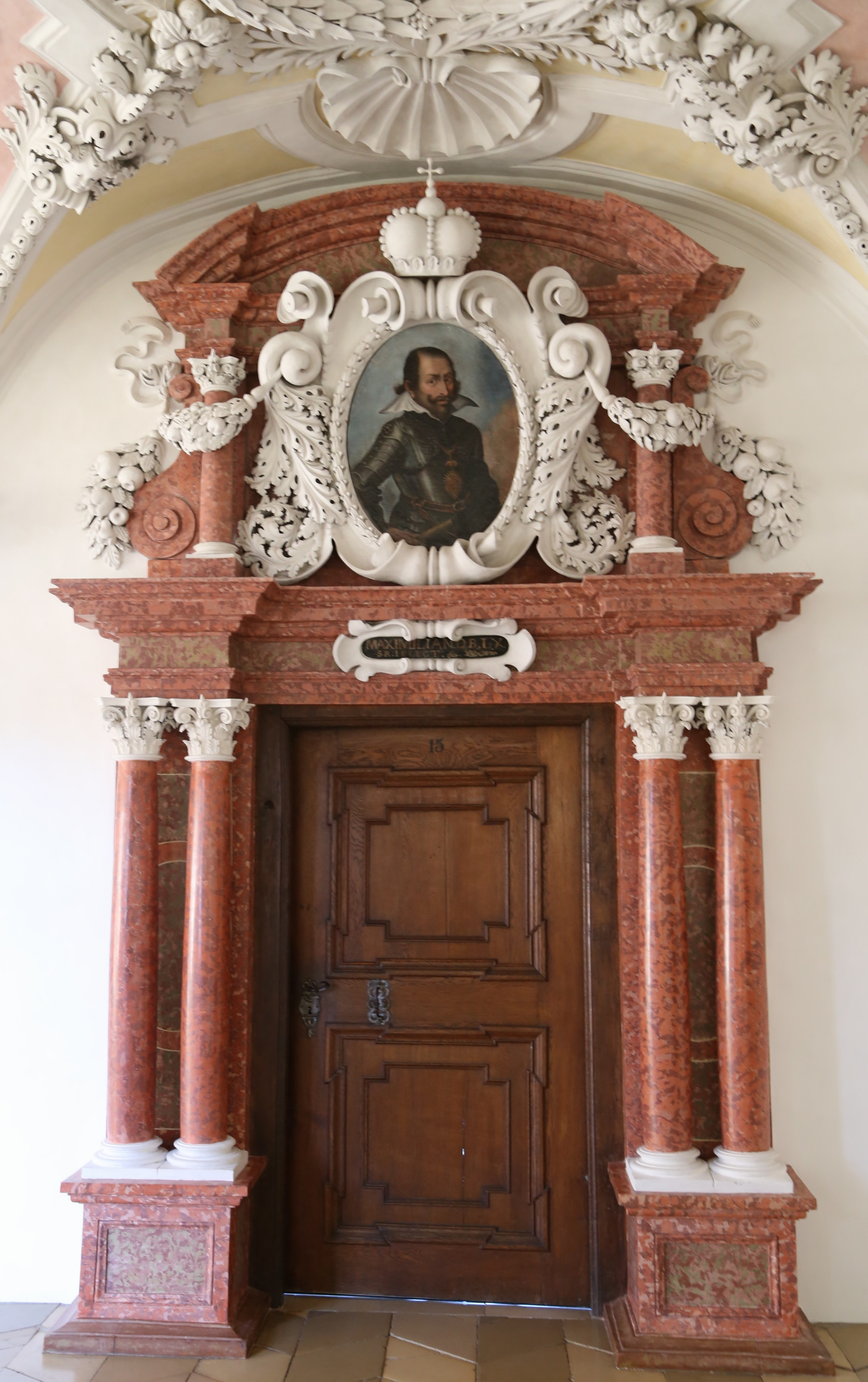
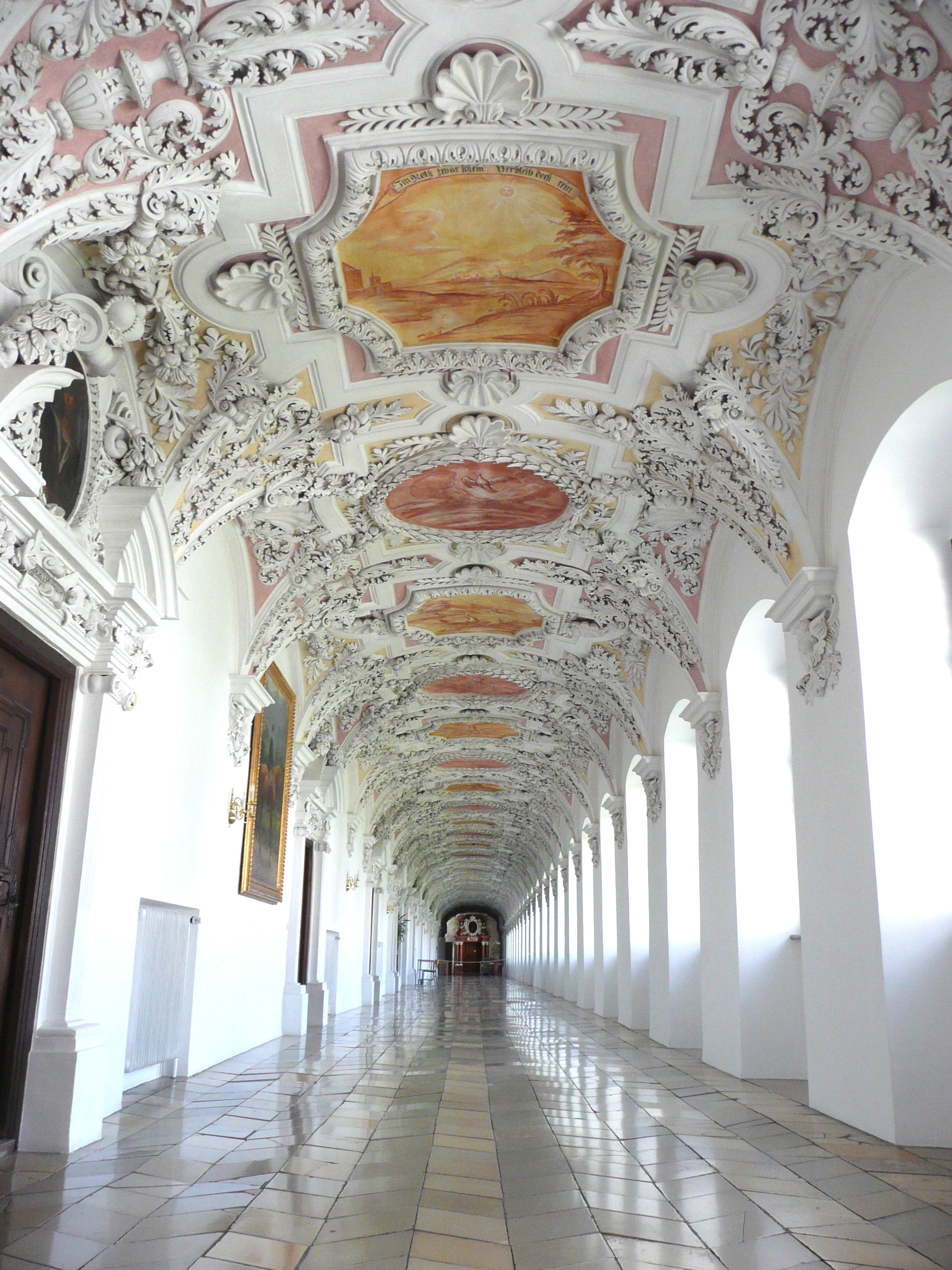
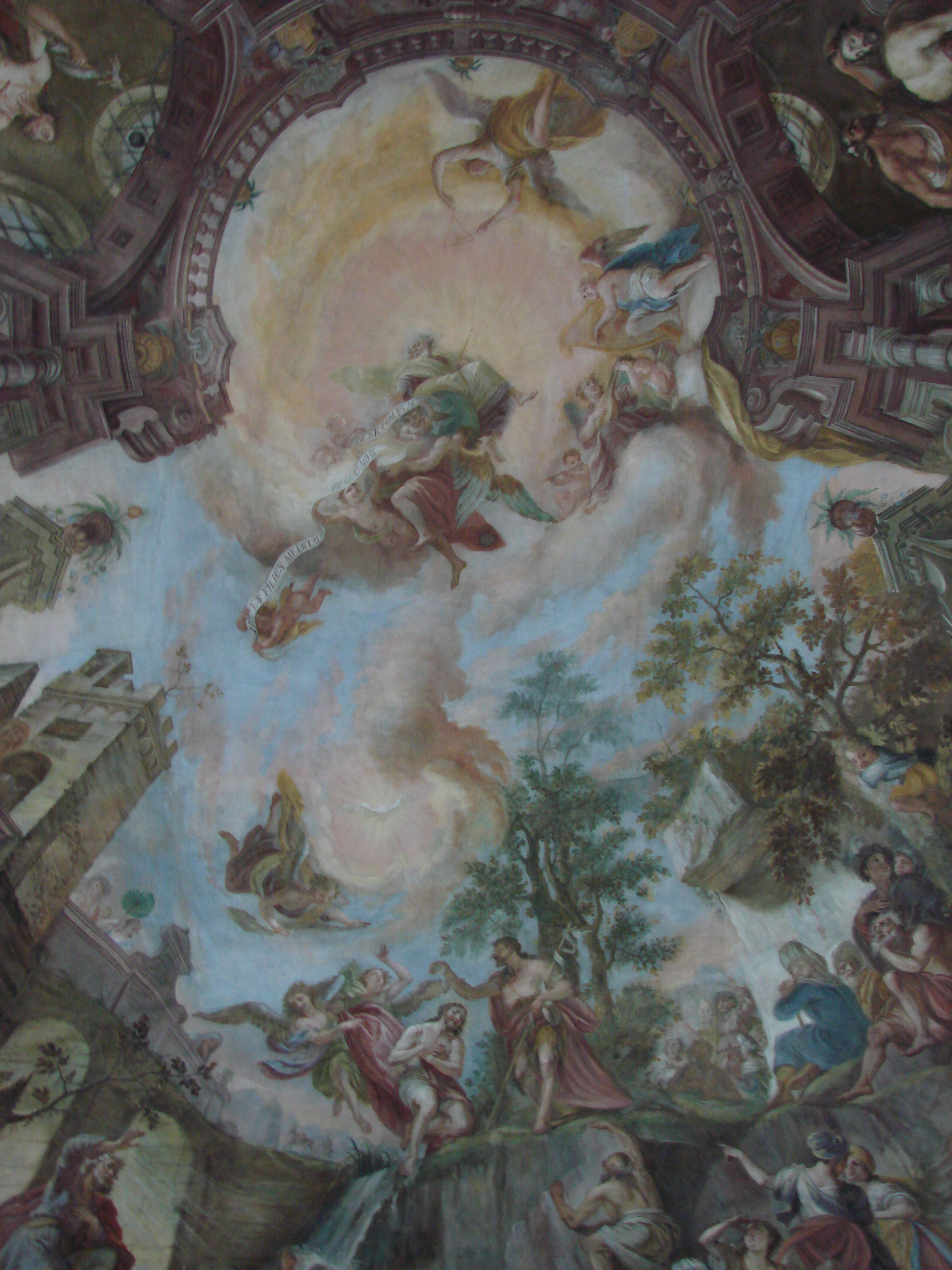
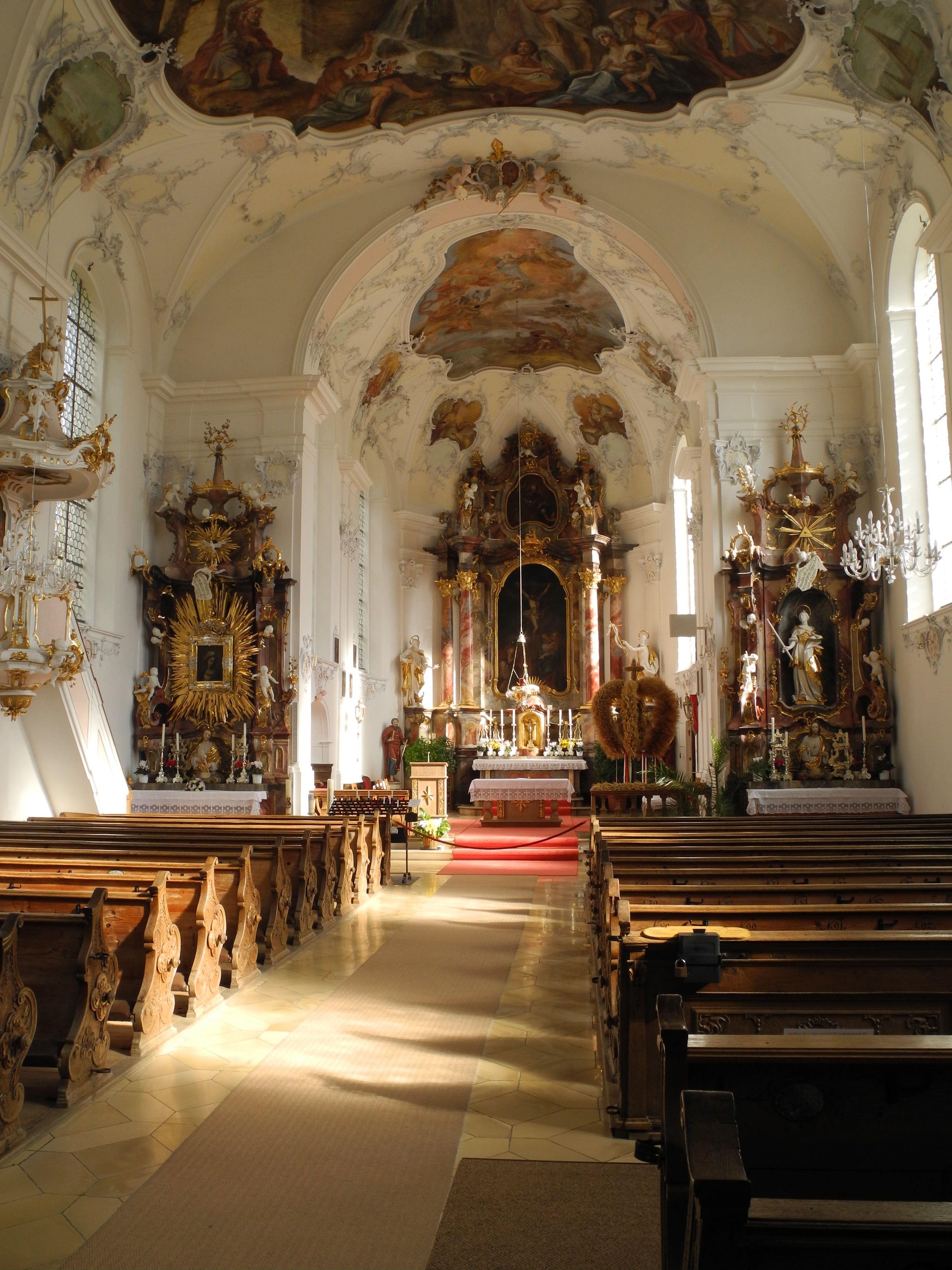
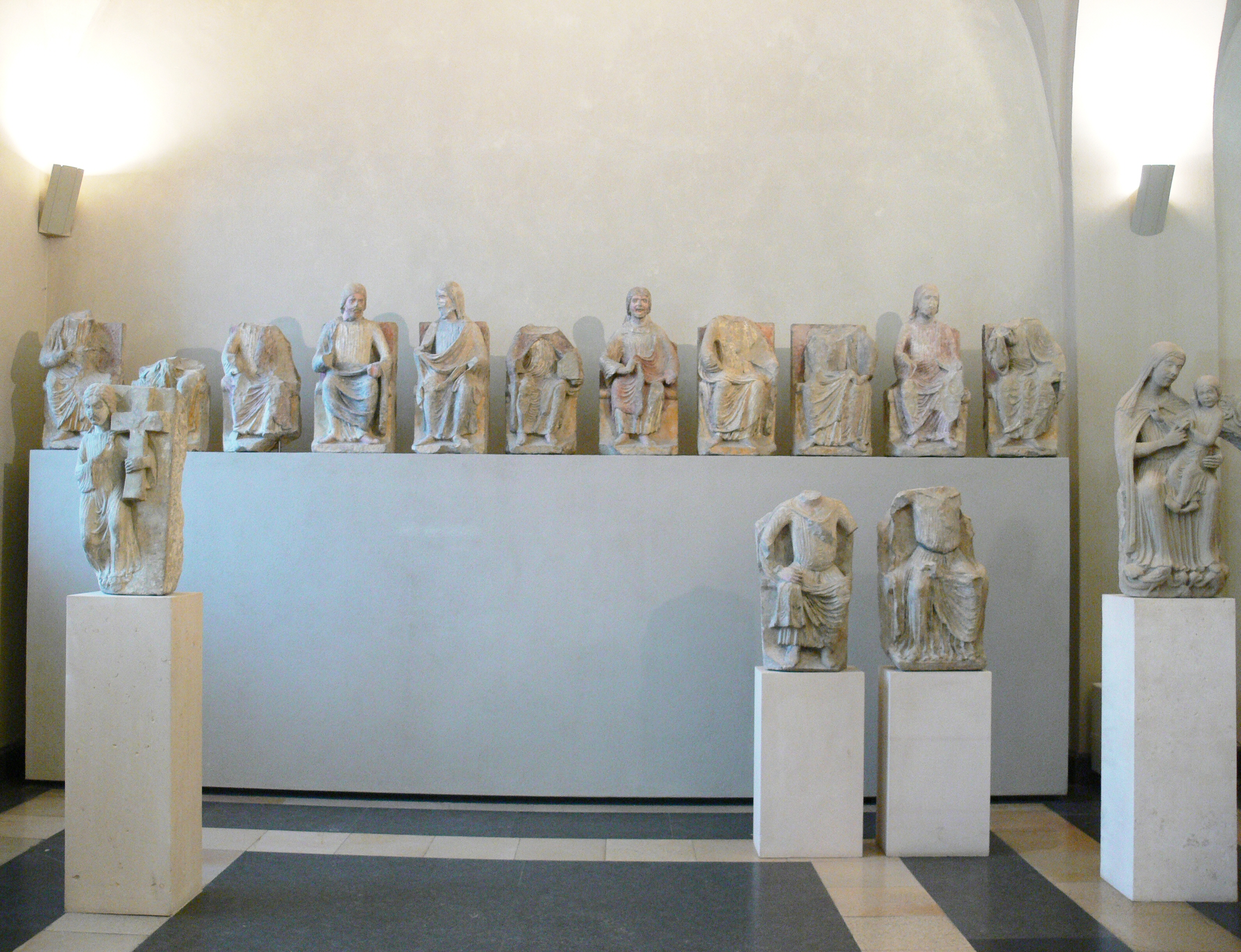
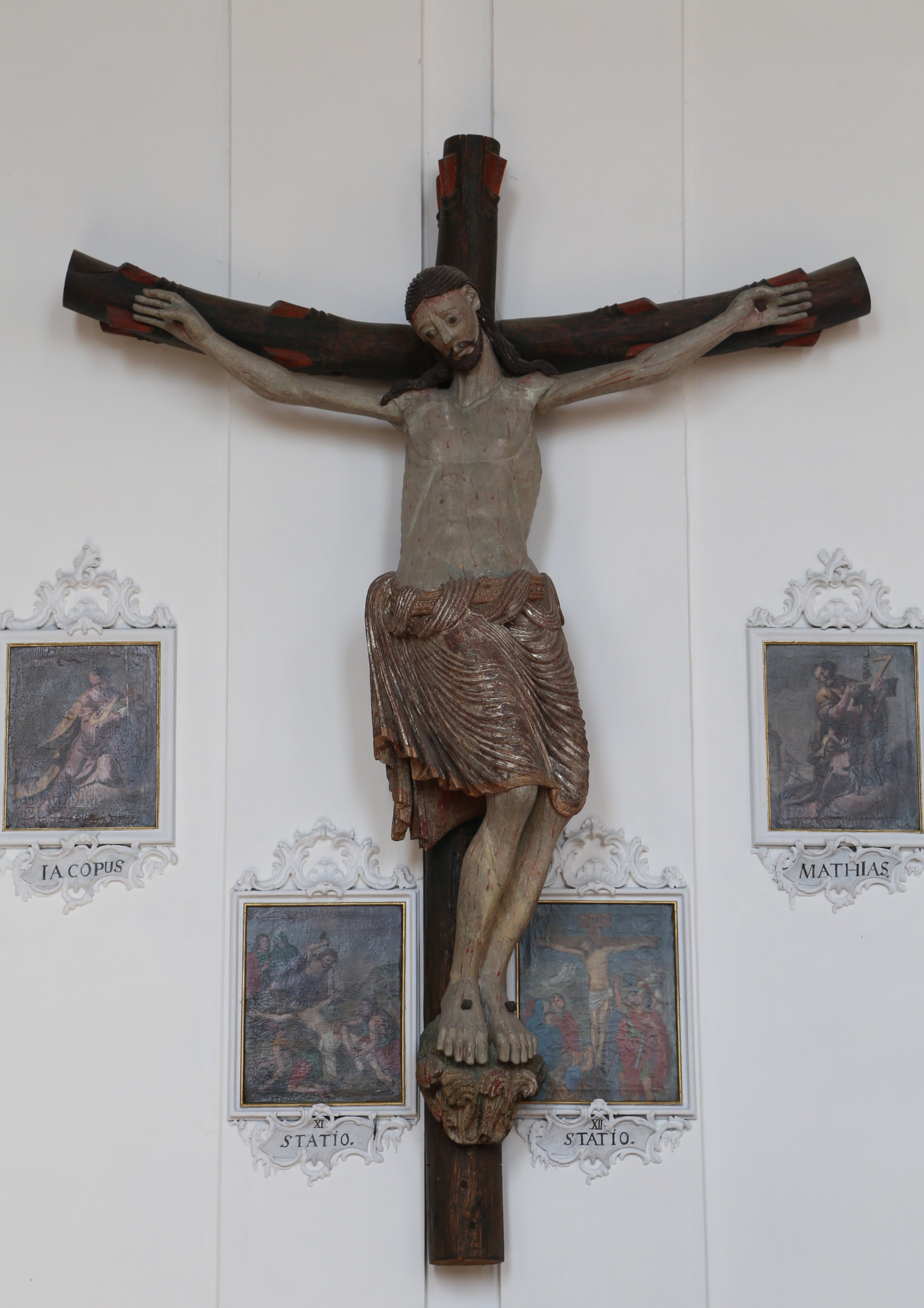
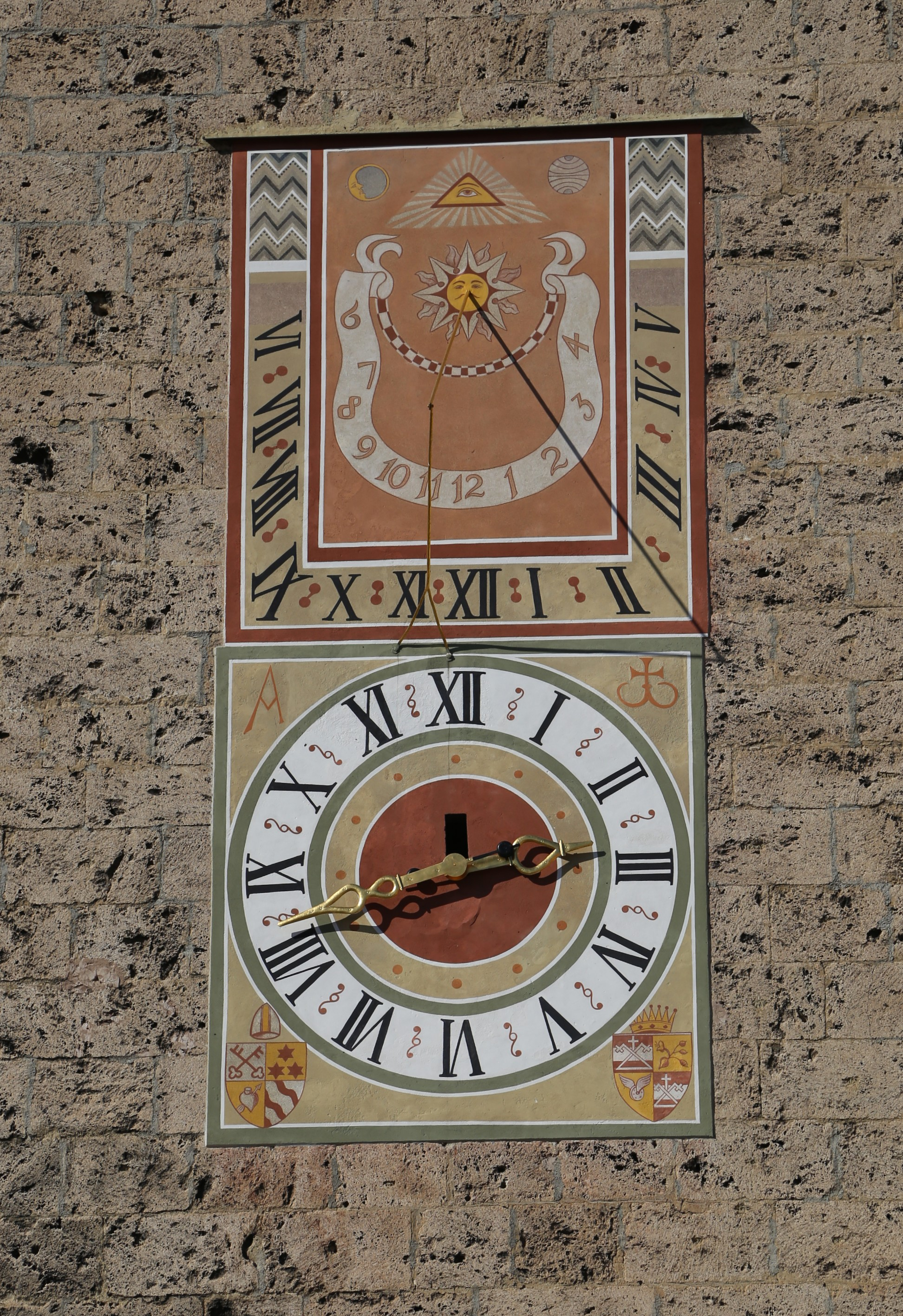
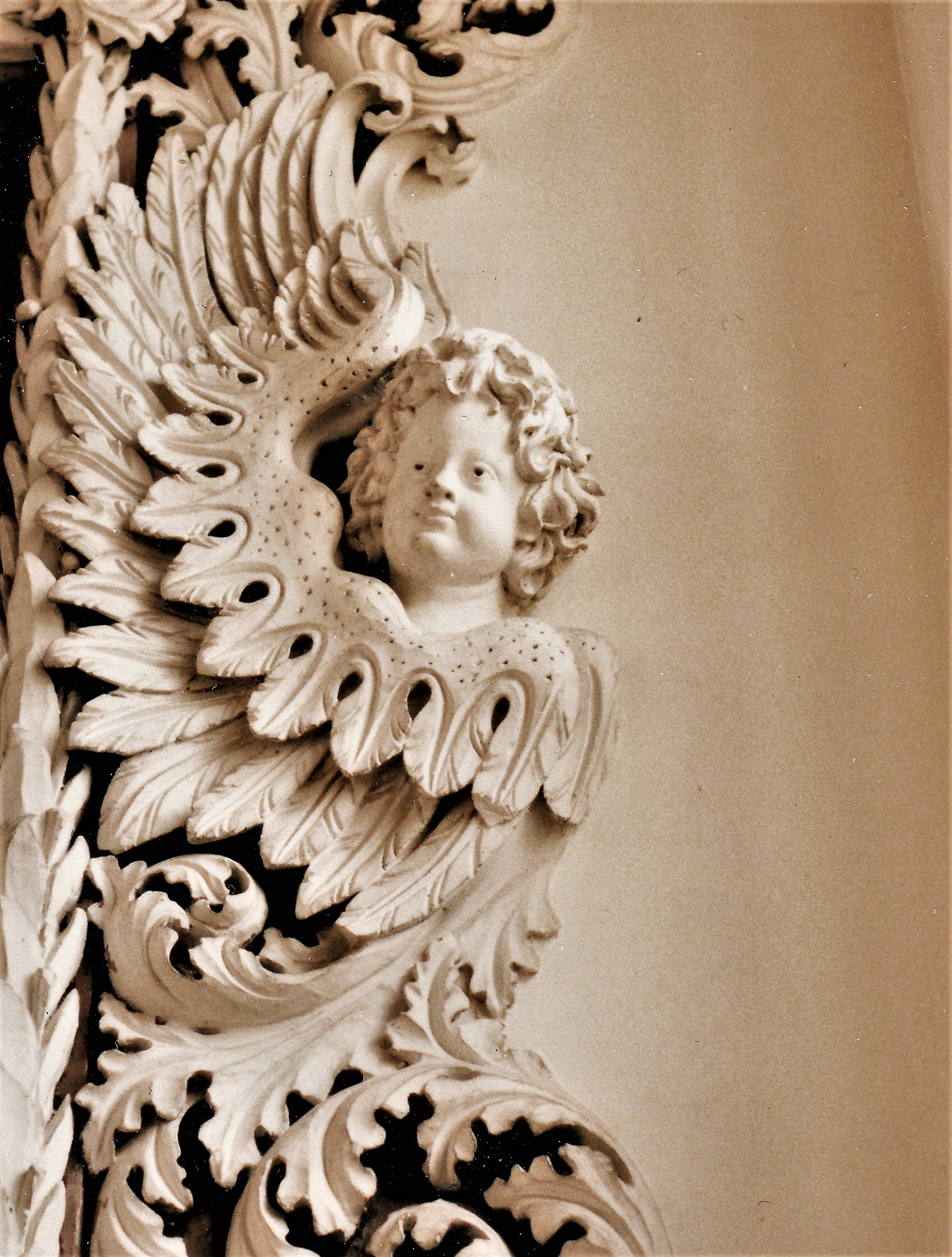
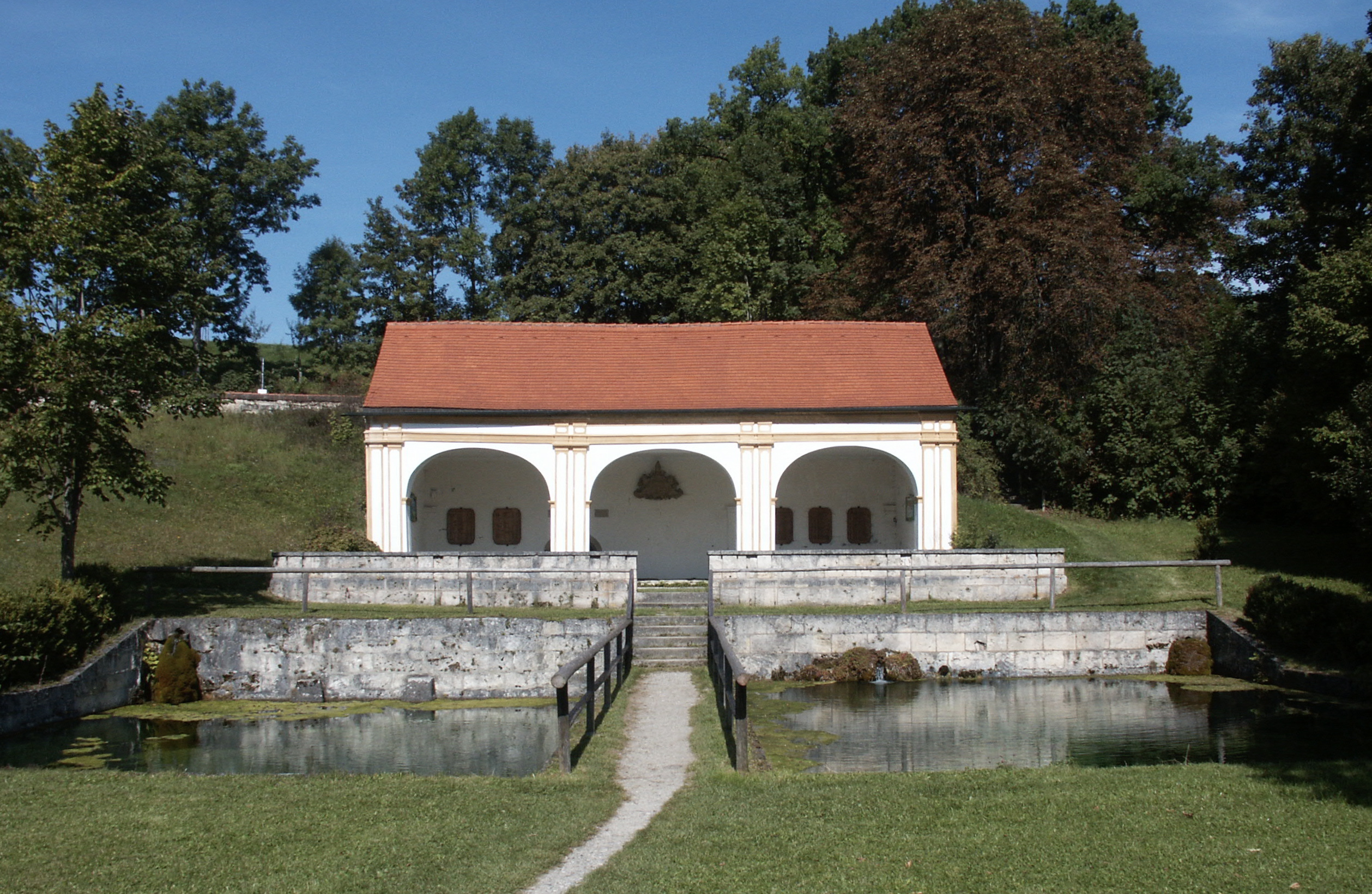
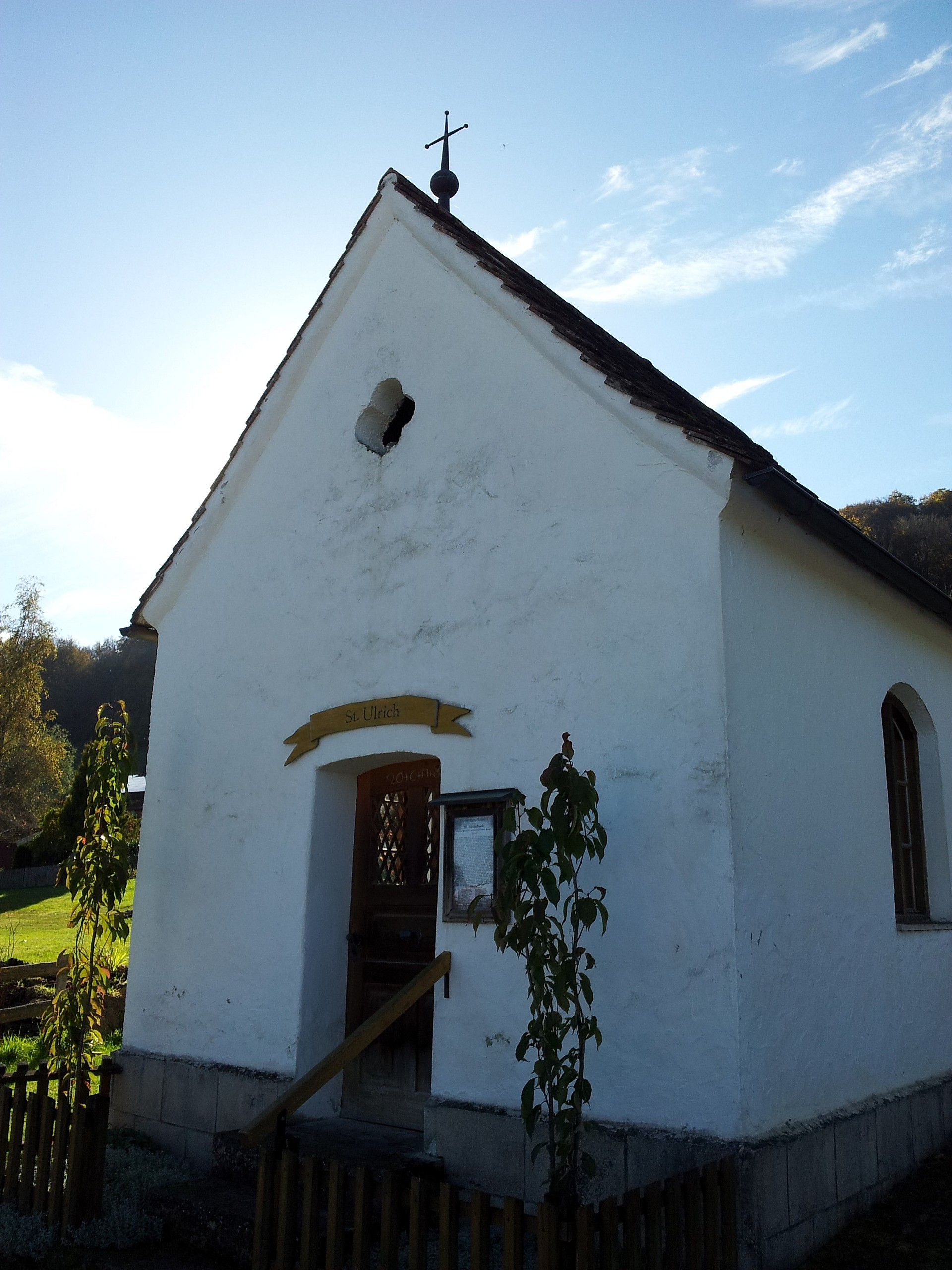
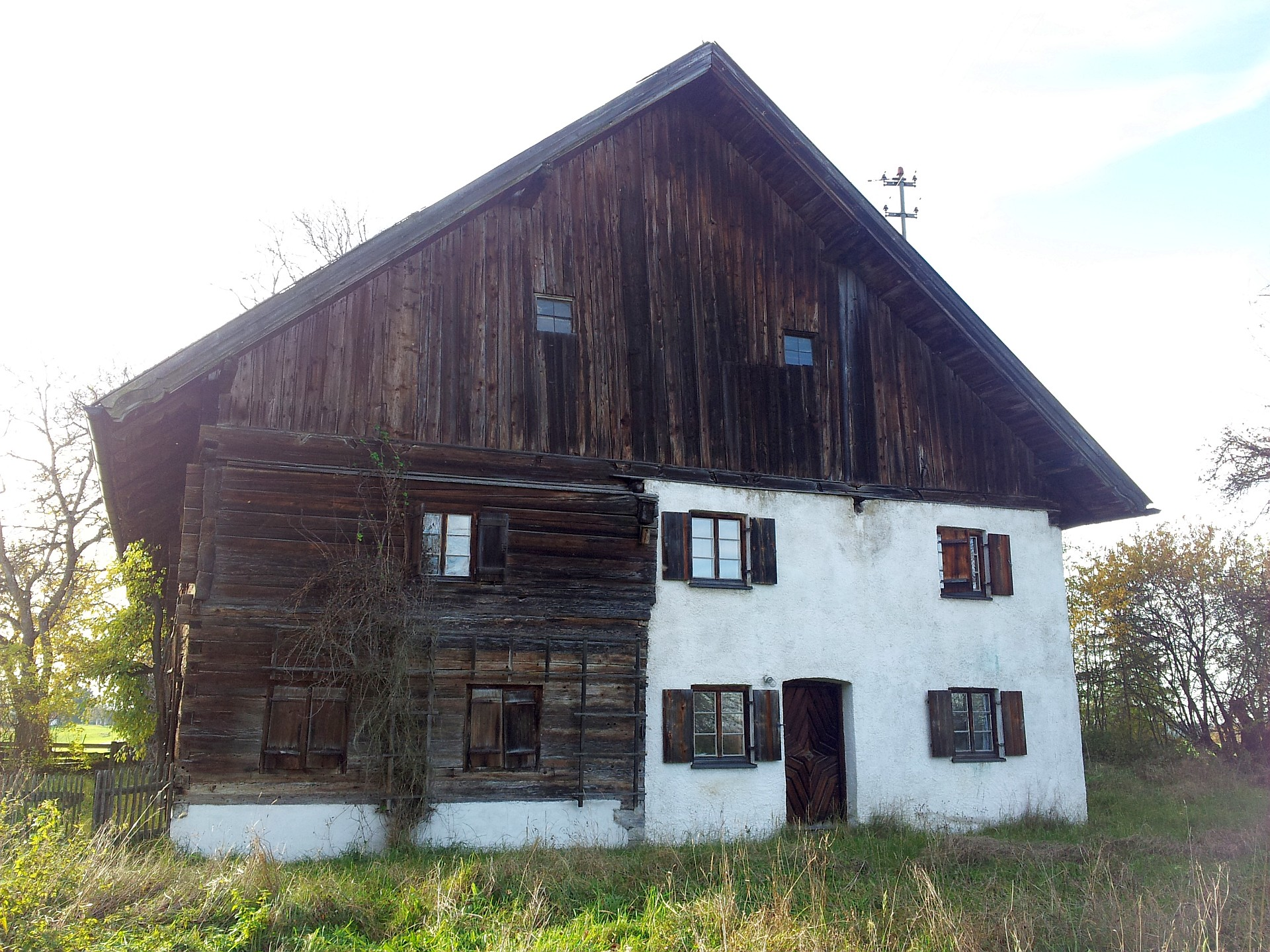